# Kvantumbezárás
A mezoszkopikus fizikában a kvantumbezárás egy elsősorban nanoszerkezetű anyagokra jellemző fizikai jelenség, mely akkor lép fel, ha a vizsgált rendszer valamely mérete összemérhető a benne levő valamely részecske de Broglie-hullámhosszával. A jelenséget leggyakrabban vezető vagy félvezető anyagokból álló nanoszerkezetekre értelmezik, amikor egy ilyen szerkezet valamelyik kiterjedése az anyag vezető sávelektronjainak hullámhossz-tartományába esik, vagy annál kisebb.
A kvantumbezárás legáltalánosabb értelmezése szerint egy adott fizikai jelenséggel kapcsolatban bezárásról beszélünk, ha annak egy karakterisztikus mérete összemérhető a vizsgált rendszer egy kiterjedésével, így különféle jelenségek esetén más-más mérettartománynál válik a bezárási hatás számottevővé.
Ha egy rendszerben fellép a kvantumbezárás jelensége, az anyag egyes fizikai jellemzői nagymértékben módosulnak, a tömbi viselkedéstől eltérnek. Ez a  nanotechnológia egyik fontos kiindulópontja, részben ez okozza, hogy a nanoszerkezetek különleges tulajdonságokkal bírnak.

## Fizikai leírása
A kvantumbezárás a mezoszkopikus rendszerek, például a nanorészecskék igen jellemző jelensége, így ennek megértéséhez célszerű a nanorészecskék mérettartományát kétfelől közelíteni: egyrészt makroszkopikus tömbi anyagok, másrészt az atomi méretek felől.
Egy tömbi anyagban az elektronok számára megengedett energiaállapotok kvázifolytonos energiasávokba állnak össze, a sávok szélessége, állapotsűrűsége, illetve a sávokat elválasztó tiltott sávok alapvetően határozzák meg az anyag elektromos és optikai jellemzőit. Ezzel szemben az atomok körüli kötött állapotú elektronok számára ezzel szemben csak diszkrét energiaszintek megengedettek, ugyanis az atommag által keltett potenciáltér az elektronokat kis helyre zárja be. Ez a bezártság bizonyos közelítésben úgy képzelhető el, hogy az atomok körül az elektronok potenciálgödörben vannak, melynek belsejében a hullámfüggvény-megoldásuk terjedő jellegű, azon kívül pedig lecsengő. A kettő közötti esetet képviselnek a mezoszkopikus nanoszerkezetek, melyek energiaspektruma a folytonos sávszerkezet és a diszkrét energianívók közti átmenetet képviseli. Ezekben igen sok megengedett kvantumállapot lehetséges, de ezek nem állnak össze összefüggő energiasávokká. Ilyen rendszerek esetén tehát méretfüggő jelenségek lépnek fel a tömbi és az atomi jellemzők mellett.
Ahhoz, hogy a kvantumbezárás fellépjen, nem szükséges a részecske minden méretének kicsinek lenni, elegendő, ha némely mérete már a kvantumjelenségek tartományába esik. Ezért a kvázi-kétdimenziós szerkezetek, például a grafén, a kvázi-egydimenziós szerkezetek, például nanocsövek, nanopálcák, illetve a kvázi-nulladimenziós kvantumpötty esetén is beszélhetünk bezárásról a szerkezet adott kiterjedései mentén.

## Következményei

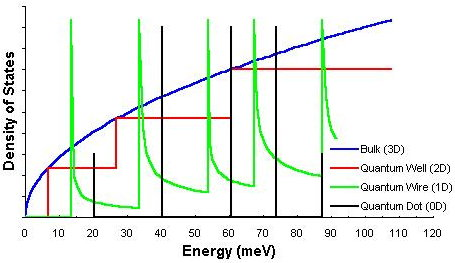
Elektronok állapotsűrűségének jellemző dimenziófüggése. A három dimenzióben delokalizált elektronok állapotsűrűsége folytonos (kék); a kétdimenziós elektrongáz állapotsűrűsége diszkrét ugrásokat szenved (piros), a nanodrót egydimenziós állapotsűrűsége szinguláris pontokat is tartalmazhat (zöld), a pontszerű kvantumbezárás, mely megfelel egy potenciálgödörnek, vonalas spektrummal rendelkezik (fekete)

### Kétdimentiós elektrongáz
Ha egy közegben az elektronok a tér két iránya mentén szabadon elmozdulhatnak, viszont ezekre merőlegesen kvantumbezárás érvényesül, akkor az elektronok kétdimenziós síkra szorulnak be. Ez az állapot például határfelületeken, heteroátmeneteken, vagy szigetelő felületére leválasztott vezető nanorétegek esetén léphet fel. Ezen rendszerek jellemzője, hogy az állapotsűrűségben diszkrét ugrások jelennek meg, melyek alapvetően befolyásolják az ezekből kialakított eszközök (például térvezérlésű vékonyréteg-tranzisztorok) tulajdonságait.

### Nanodrót, van Hove-szingularitás
Léteznek kvázi egydimenziós szerkezetek, például a természetben is megtalálható szén nanocsövek. Ezek a szénatomokból álló csőszerű szerkezetek egyes esetekben mindössze 1–10 nanométeres átmérőjéhez akár mikrométer, vagy milliméter hosszúság tartozhat. A cső keresztmetszete irányában érvényesül a kvantumbezárás, míg a cső hossza mentén delokalizálódhatnak (szabadon elmozdulhatnak) az elektronok. Az ilyen, kvázi egydimenziós szerkezetek jellemzői az állapotsűrűség éles ugrásai, melyeket van Hove-szingularitásoknak neveznek. A csőszerű nanoszerkezetek számos elektromos vezetési, hőtani, mágneses jellemzőjének leírásakor ezeket figyelembe kell venni.

## Fordítás
Ez a szócikk részben vagy egészben  a   Potential well című angol Wikipédia-szócikk Quantum confinement című fejezete ezen változatának fordításán alapul.  Az eredeti cikk szerkesztőit annak laptörténete sorolja fel. Ez a jelzés csupán a megfogalmazás eredetét és a szerzői jogokat jelzi, nem szolgál a cikkben szereplő információk forrásmegjelöléseként.

### Szakkönyvek
- Charles Kittel: Bevezetés a szilárdtest-fizikába. Budapest: Műszaki Könyvkiadó. 1981.
- Haug, Hartmut. Quantum theory of the optical and electronic properties of semiconductors. Singapore u.a: World Scientific (1998). ISBN 978-981-02-2002-0
- Cahay, M. Quantum confinement VI: nanostructured materials and devices : proceedings of the international symposium. Pennington, N.J: Electrochemical Society (2001). ISBN 978-1-56677-352-2
- Thomas Ihn: Semiconductor Nanostructures: Quantum states and electronic transport. Oxford: Oxford University Press. 2009.  ISBN 9780199534432
- Sólyom Jenő: A modern szilárdtest-fizika alapjai II: Fémek, félvezetők, szupravezetők. Budapest: ELTE Eötvös Kiadó. 2010.  ISBN 9789633120286
- Rolf Koole et al.. Size Effects on Semiconductor Nanoparticles, Nanoparticles. Springer Berlin Heidelberg. DOI: 10.1007/978-3-662-44823-6_2 (2014). ISBN 978-3-662-44822-9

### Tudományos közlemények
- Delley, B., E. F. Steigmeier (1993. január 15.). „Quantum confinement in Si nanocrystals”. Physical Review B 47 (3), 1397–1400. o, Kiadó: Amerikai Fizikai Társaság. DOI:10.1103/physrevb.47.1397. ISSN 0163-1829.
- Park, Nae-Man, Chel-Jong Choi, Tae-Yeon Seong, Seong-Ju Park (2001. február 12.). „Quantum Confinement in Amorphous Silicon Quantum Dots Embedded in Silicon Nitride”. Physical Review Letters 86 (7), 1355–1357. o, Kiadó: Amerikai Fizikai Társaság. [2017. augusztus 30-i dátummal az eredetiből archiválva]. DOI:10.1103/physrevlett.86.1355. ISSN 0031-9007. (Hozzáférés: 2017. december 5.)

### Tananyagok, ismeretterjesztő weblapok
- P. C. Ku: Lecture 11 - Quantum Confinement (angol nyelven) (PDF). EECS 598-002 Winter 2006, Nanophotonics and Nano-scale Fabrication. (Hozzáférés: 2017. december 5.)
- Quantum confinement. phycomp.technion.ac.il. [2017. december 18-i dátummal az eredetiből archiválva]. (Hozzáférés: 2017. december 5.)